# Tomoko Matsunaga
Tomoko Matsunaga (松永 知子 Matsunaga Tomoko?), är en japansk tidigare fotbollsspelare.
Tomoko Matsunaga debuterade för japans landslag den 1 juni 1988 i en 2–5-förlust mot USA. Hon spelade 13 landskamper för det japanska landslaget. Hon deltog bland annat i Asiatiska mästerskapet i fotboll för damer 1989 och 1991.